# Xiatang (köpinghuvudort i Kina, Henan Sheng, lat 33,72, long 112,68)
Xiatang är en köpinghuvudort i Kina. Den ligger i provinsen Henan, i den centrala delen av landet, omkring 150 kilometer sydväst om provinshuvudstaden Zhengzhou. Antalet invånare är 29 659. Befolkningen består av 13 984 kvinnor och 15 675 män. Barn under 15 år utgör 23,0 %, vuxna 15-64 år 68 %, och äldre över 65 år 8,0 %.
Runt Xiatang är det ganska tätbefolkat, med 185 invånare per kvadratkilometer. Det finns inga andra samhällen i närheten. Trakten runt Xiatang består till största delen av jordbruksmark.
Genomsnittlig årsnederbörd är 834 millimeter. Den regnigaste månaden är september, med i genomsnitt 161 mm nederbörd, och den torraste är januari, med 4 mm nederbörd.